# Neotrichoporoides leopardinus
Neotrichoporoides leopardinus is een vliesvleugelig insect uit de familie Eulophidae. De wetenschappelijke naam is voor het eerst geldig gepubliceerd in 1957 door De Santis.